# Ermir Lenjani
Ermir Limon Lenjani (* 5. August 1989 in Pristina, SFR Jugoslawien) ist ein albanischer Fußballspieler bevorzugt eingesetzt auf der Position des Linksverteidigers. Er ist aktuell für den FC Schaffhausen in der Schweiz und der albanischen Fußballnationalmannschaft aktiv.

## Karriere

### Verein
Lenjani, der neben der albanischen auch die kosovarische und Schweizer Staatsbürgerschaft besitzt, begann seine Karriere beim FC Tössfeld, ehe er in die Nachwuchsabteilung des FC Winterthur wechselte. 2008 debütierte er in der ersten Mannschaft. 2010 wechselte Lenjani für wenige Monate zu den Grasshoppers Zürich, bevor er wieder zum FCW zurückkehrte. In der Winterpause der Saison 2012/2013 wechselte Lenjani zum FC St. Gallen in die Super League und gab am 16. Februar 2013 gegen den FC Sion sein Debüt. Ende Saison qualifizierte der FCSG dank dem 3. Platz für die UEFA Europa League. In der kommenden Saison wurde Lenjani nach dem Abgang von Pa Modou Jagne Stammspieler als linker Außenverteidiger. Sein erstes Tor in der Super League erzielte Lenjani auswärts beim 1:0-Sieg gegen den aktuellen Tabellenführer Grasshoppers Zürich.
Im Januar 2015 wechselte Lenjani vom FC St. Gallen zu Stade Rennes und wurde im Sommer 2015 für ein Jahr an den FC Nantes ausgeliehen. Zur Saison 2017/18 wechselte er zurück in die Schweiz zum FC Sion, wo er einen Dreijahresvertrag bis Juni 2022 unterzeichnete.
Am 18. März 2020 wurde er aufgrund der COVID-19-Pandemie fristlos gekündigt. Am 11. September 2020 wechselte Lenjani zum Grasshopper Club Zürich, für den er bis 2022 in 61 Ligaspielen zum Einsatz kam. Im Juli 2022 verließ er die Schweiz in Richtung Türkei und schloss sich den Erstligisten Ümraniyespor an.
Anfang Januar 2024 kehrte er in die Schweiz zurück und schloss sich dem FC Schaffhausen an.

### Nationalmannschaft
Sein Debüt für die Albanische Fußballnationalmannschaft gab Lenjani am 15. November 2013, im Rahmen eines Freundschaftsspiels, gegen die Auswahl aus Belarus (0:0). Ein Jahr später, Am 11. Oktober 2014, erzielte er im Qualifikationsspiel gegen die Mannschaft aus Dänemark sein erstes Länderspieltor. Er war Teilnehmer an Qualifikationsspielen zur Fußball-Weltmeisterschaft (2018, 2022) und der Europameisterschaft (2016, 2021), wo er sich mit Albanien für die Endrunde 2016 in Frankreich qualifizierte. Unter Trainer Gianni De Biasi kam er an der Seite von Torhüter Etrit Berisha, Armando Sadiku und Ansi Agolli in allen Partien, Schweiz (0:1), Gastgeber Frankreich (2:0) und Rumänien (0:1), zum Einsatz. Als einer der beiden schlechtesten Gruppendritten überstand das Team die Vorrunde jedoch nicht. Mit Albanien nahm Lenjani auch an den Spielen der UEFA Nations League (2020/21, 2022/23) teil, konnte dabei jedoch keine nennenswerten Erfolge erzielen. Seinen bisher letzten Einsatz absolvierte er am 19. November 2022, im Rahmen eines Freundschaftsspiels, gegen die Auswahl aus Armenien (2:0).